# 大杉氏蚜
大杉氏蚜（学名：Aiceona osugii）为短痣蚜科偽短痣蚜屬下的一个种。